# Rāʾ
Rā (en arabe رَاء, rāʾ, ou simplement ر) est la 10e lettre de l'alphabet arabe.
Sa valeur numérique dans la numération Abjad est 200.
Son caractère Unicode est 0631.